# Anischnogaster loriai
Anischnogaster loriai är en getingart som först beskrevs av François du Buysson 1909.  Anischnogaster loriai ingår i släktet Anischnogaster och familjen getingar. Utöver nominatformen finns också underarten A. l. maculata.